# Oxytate clavulata
Oxytate clavulata es una especie de araña cangrejo del género Oxytate, familia Thomisidae. Fue descrita científicamente por Tang, Yin & Peng en 2008.

## Distribución
Esta especie se encuentra en China.

## Tratamiento taxonómico
La especie aparece registrada y publicada en Four crab spiders of the family Thomisidae (Araneae, Thomisidae) from Yunnan, China. Acta Zootaxonomica Sinica 33: 241–247.